# Sara Sport FC
El Sara Sport es un equipo de fútbol de Togo que milita en el Campeonato nacional de Togo, la liga de fútbol más importante del país.

## Historia
Fue fundado en la ciudad de Bafilo y es el único equipo de la ciudad que ha jugado en el Campeonato nacional de Togo, la máxima categoría de fútbol en el país, en la cual no jugaban desde la temporada 2011/12, hasta que retornaron al Campeonato nacional de Togo al terminar en segundo lugar de la segunda categoría en la temporada 2017/18. Nunca ha sido campeón de la máxima categoría ni tampoco han ganado el título de copa, a pesar de haber jugado una final, la cual perdieron ante el Dynamic Togolais.
A nivel internacional han participado en 1 torneo continental, en la Recopa Africana 2002, en la cual fueron eliminados tras abandonar el torneo en la ronda preliminar cuando se iban a enfrentar al Atlético Malabo de Guinea Ecuatorial.

## Palmarés
- Copa de Togo: 0
  - Finalista: 1

2001

## Participación en competiciones de la CAF
| Temporada | Torneo          | Ronda      | Club            | Casa  | Visita | Global |
| --------- | --------------- | ---------- | --------------- | ----- | ------ | ------ |
| 2002      | Recopa Africana | Preliminar | Atlético Malabo | w.o.1 | w.o.1  | w.o.1  |

1- Sara Sport abandonó el torneo.